# Мартино-Разо (Кунео)
Мартино-Разо је насеље у Италији у округу Кунео, региону Пијемонт.
Према процени из 2011. у насељу је живело 17 становника. Насеље се налази на надморској висини од 1399 м.